# 라 피카라 소냐도라
《라 피카라 소냐도라》(스페인어: La pícara soñadora)은 1991년 방영된 멕시코의 텔레노벨라이다.